# Wybory parlamentarne we Francji w 1924 roku

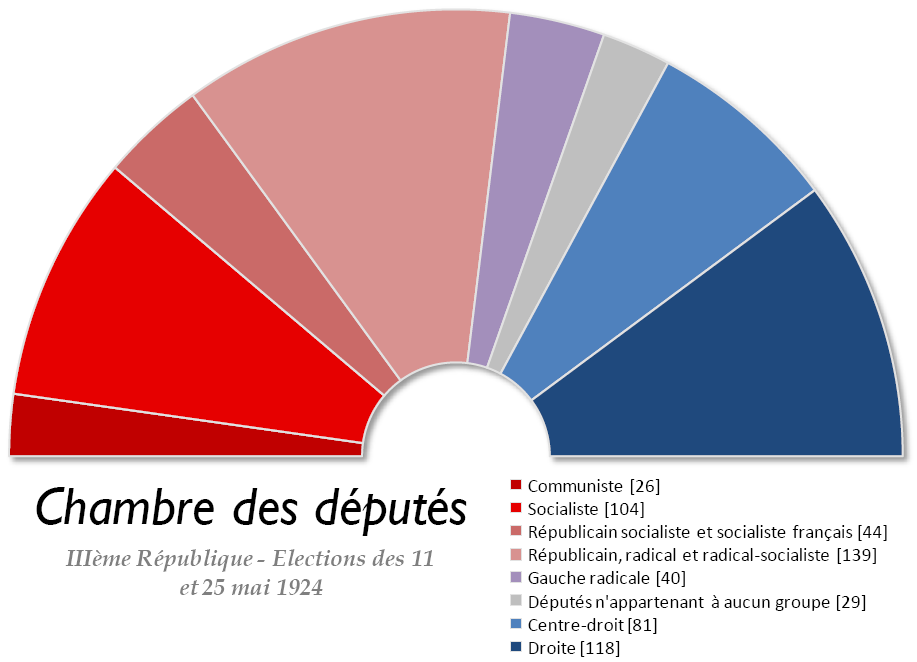
Podział miejsc w Izbie Deputowanych.

Wybory parlamentarne we Francji w 1924 roku odbyły się 11 i 25 maja. W wyborach zwyciężyła centroprawicowa Federacja Republikańska, jednakże ugrupowania lewicowe i centrolewicowe, które skupiły się w bloku politycznym o nazwie Kartel Lewicy (Cartel des Gauches) utworzyły rząd większościowy.

## Wyniki wyborów
| Blok polityczny            | Blok polityczny | Liczba oddanych głosów | % głosów | Partia polityczna | Partia polityczna | Skrót     | Liczba oddanych głosów | % głosów |
| -------------------------- | --- | --- | --- | --- | --- | --------- | ---------------------- | -------- |
|                            | Kartel Lewicy | 3 426 581 | 38.07 | | Oddział Francuski Międzynarodówki Robotniczej (Section française de l'Internationale ouvrière)                                                | SFIO      | 1 814 000              | 20.10    |
|                            | Kartel Lewicy | 3 426 581 | 38.07 | Partia Republikańska, Radykalna i Radykalno-Socjalistyczna (Parti républicain, radical et radical-socialiste) oraz Partia Republikańsko-Socjalistyczna (Parti républicain-socialiste) | PRRRS | 1 612 581 | 17.86                  |          |
|                            | Federacja Republikańska (Fédération républicaine)                                                                                             | Federacja Republikańska (Fédération républicaine)                                                                                             | Federacja Republikańska (Fédération républicaine)                                                                                             | Federacja Republikańska (Fédération républicaine) | Federacja Republikańska (Fédération républicaine)                                                                                             | FR        | 3 190 831              | 35.35    |
|                            | Partia Demokratyczna, Republikańska i Socjalna (Parti républicain démocratique et social) oraz Niezależni Radykałowie (Radicaux indépendents) | Partia Demokratyczna, Republikańska i Socjalna (Parti républicain démocratique et social) oraz Niezależni Radykałowie (Radicaux indépendents) | Partia Demokratyczna, Republikańska i Socjalna (Parti républicain démocratique et social) oraz Niezależni Radykałowie (Radicaux indépendents) | Partia Demokratyczna, Republikańska i Socjalna (Parti républicain démocratique et social) oraz Niezależni Radykałowie (Radicaux indépendents)                                         | Partia Demokratyczna, Republikańska i Socjalna (Parti républicain démocratique et social) oraz Niezależni Radykałowie (Radicaux indépendents) | PRDS      | 1 058 293              | 11.72    |
|                            | Francuska Partia Komunistyczna (Parti communiste français)                                                                                    | Francuska Partia Komunistyczna (Parti communiste français)                                                                                    | Francuska Partia Komunistyczna (Parti communiste français)                                                                                    | Francuska Partia Komunistyczna (Parti communiste français) | Francuska Partia Komunistyczna (Parti communiste français)                                                                                    | PCF       | 885 993                | 9.82     |
|                            | Niezależni (Indépendents) | Niezależni (Indépendents) | Niezależni (Indépendents) | Niezależni (Indépendents) | Niezależni (Indépendents) | Ind       | 375 806                | 4.16     |
|                            | inne | inne | inne | inne | inne | inne      | 89 333                 | 0.99     |
| Łącznie                    | Łącznie | Łącznie | Łącznie | Łącznie | Łącznie | Łącznie   |                        | 100      |
| Głosy wstrzymujące: 19.55% | | | | | |           |                        |          |

| Wybory parlamentarne we Francji w 1924 roku | Wybory parlamentarne we Francji w 1924 roku | Wybory parlamentarne we Francji w 1924 roku | Wybory parlamentarne we Francji w 1924 roku | Wybory parlamentarne we Francji w 1924 roku |
| ------------------------------------------- | ------------------------------------------- | ------------------------------------------- | ------------------------------------------- | ------------------------------------------- |
|                                             |                                             | % głosów                                    |                                             |                                             |
| FR                                          |                                             | 35,35                                       |                                             |                                             |
| SFIO                                        |                                             | 20,10                                       |                                             |                                             |
| PRRRS                                       |                                             | 17,86                                       |                                             |                                             |
| PRDS                                        |                                             | 11,72                                       |                                             |                                             |
| PCF                                         |                                             | 9,82                                        |                                             |                                             |
| Ind                                         |                                             | 4,16                                        |                                             |                                             |
| inne                                        |                                             | 0,99                                        |                                             |                                             |
|                                             |                                             |                                             |                                             |                                             |

## Liderzy ważniejszych ugrupowań politycznych

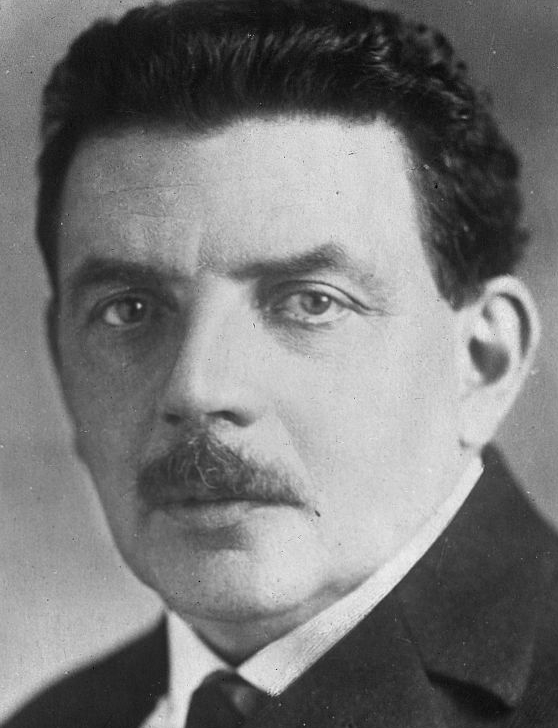
Édouard Herriot - lider Partii Republikańskiej, Radykalnej i Radykalno-Socjalistycznej.
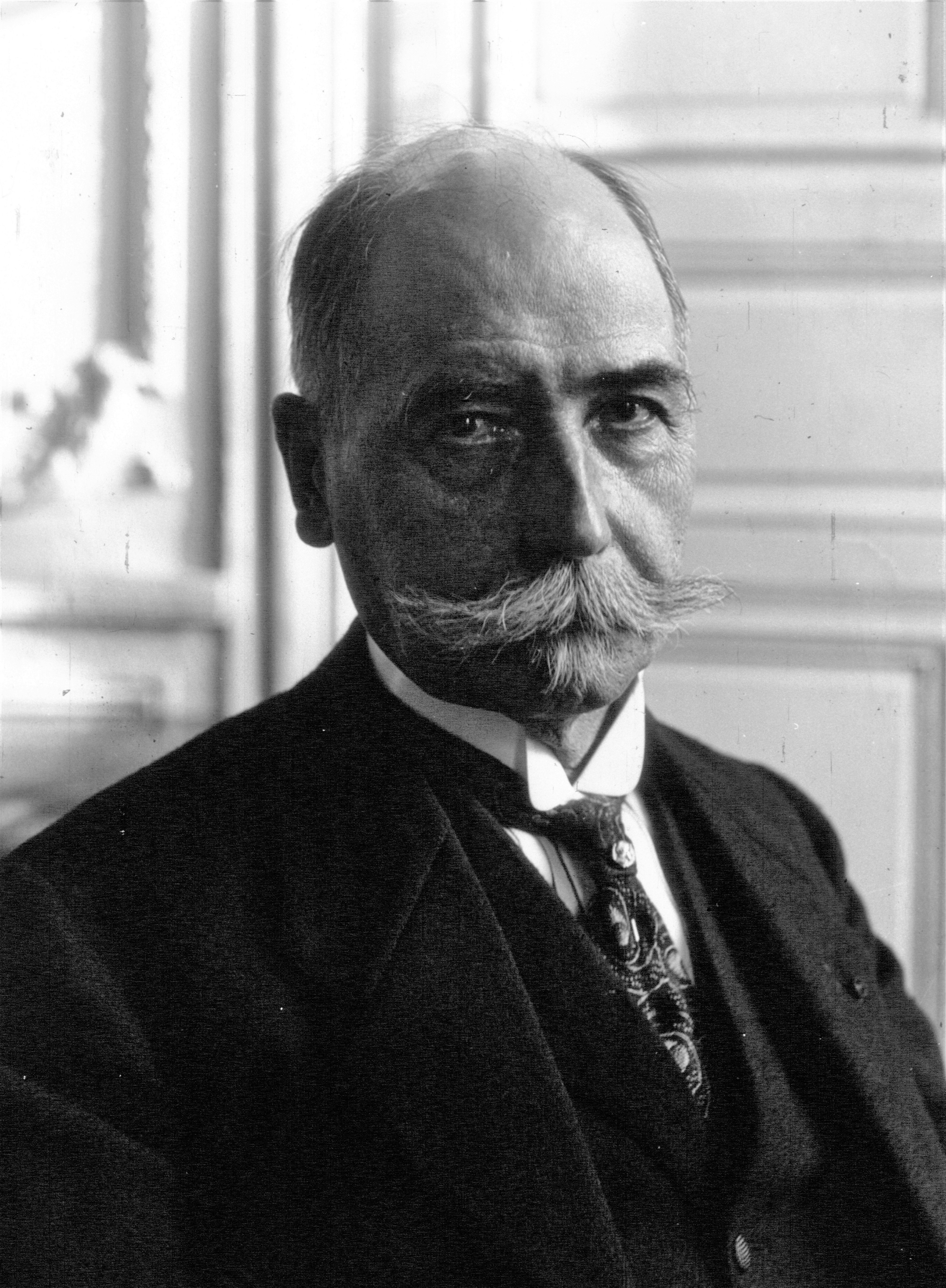
Auguste Isaac - lider Federacji Republikańskiej.
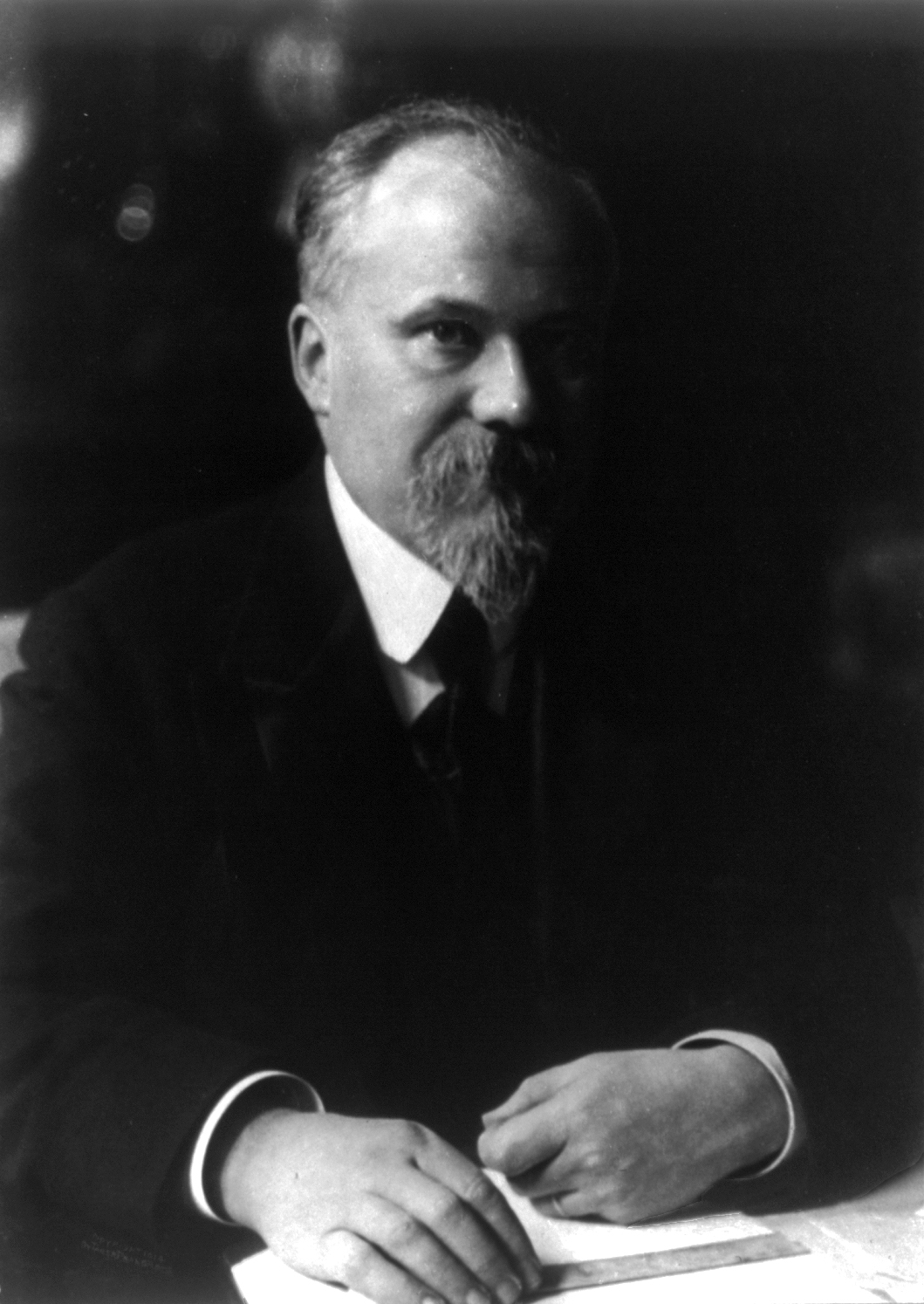
Raymond Poincaré - lider Partii Demokratycznej, Republikańskiej i Socjalnej.

## Grupy polityczne w Izbie Deputowanych[3]
| Nurt polityczny | Partia polityczna                                                                    | Partia polityczna | Miejsca |
| --------------- | ------------------------------------------------------------------------------------ | ----------------- | ------- |
| Skrajna lewica  |                                                                                      |                   |         |
|                 | Francuska Partia Komunistyczna (PCF)                                                 | 26                |         |
| Lewica          |                                                                                      |                   |         |
|                 | Oddział Francuski Międzynarodówki Robotniczej (SFIO)                                 | 104               |         |
|                 | Partia Republikańsko-Socjalistyczna (PRS) oraz Francuska Partia Socjalistyczna (PSF) | 44                |         |
| Centrolewica    |                                                                                      |                   |         |
|                 | Partia Republikańska, Radykalna i Radykalno-Socjalistyczna (PRRRS)                   | 139               |         |
|                 | Radykalna Lewica                                                                     | 40                |         |
| Centroprawica   |                                                                                      |                   |         |
|                 | Lewica Demokratyczno-Republikańska                                                   | 29                |         |
|                 | Republikanie na Lewicy                                                               | 64                |         |
| Prawica         |                                                                                      |                   |         |
|                 | Demokraci                                                                            | 14                |         |
|                 | Unia Demokratyczna i Republikańska                                                   | 102               |         |
| Pozostali       |                                                                                      |                   |         |
| 29              |                                                                                      |                   |         |
| Łącznie         | Łącznie                                                                              | Łącznie           | 581     |